# Zbehy
Zbehy (in ungherese Üzbég) è un comune della Slovacchia facente parte del distretto di Nitra, nella regione omonima.